# Joshua Coit
Joshua Coit (* 7. Oktober 1758 in New London, Colony of Connecticut; † 5. September 1798 ebenda) war ein US-amerikanischer Politiker. Zwischen 1793 und 1798 vertrat er den Bundesstaat Connecticut im US-Repräsentantenhaus.

## Werdegang
Joshua Coit wuchs noch während der britischen Kolonialzeit auf. Er besuchte die öffentlichen Schulen seiner Heimat und danach bis 1776 das Harvard College, aus dem später die Harvard University hervorging. Nach einem Jurastudium und seiner 1779 erfolgten Zulassung als Rechtsanwalt begann er in New London in diesem Beruf zu praktizieren. Zwischen 1784 und 1793 saß er mehrfach als Abgeordneter im Repräsentantenhaus von Connecticut; 1793 war er dessen Speaker als Nachfolger von Andrew Adams.
Politisch gehörte er zu den Anhängern der ersten Bundesregierung unter Präsident George Washington (Pro-Administration); später schloss er sich der Föderalistischen Partei an. Bei den Kongresswahlen des Jahres 1792, die in Connecticut staatsweit abgehalten wurden, wurde er für den dritten Abgeordnetensitz seines Staates in das US-Repräsentantenhaus in Philadelphia gewählt. Dort trat er am 4. März 1793 die Nachfolge von Jonathan Sturges an. Nach zwei Wiederwahlen konnte er sein Mandat im Kongress bis zu seinem Tod am 5. September 1798 ausüben. Nach seinem Tod ging sein Mandat an Jonathan Brace.